# التسمم بحاصرات بيتا
التسمم بحاصرات بيتا هو تناول الكثير من الأدوية المعروفة باسم حاصرات بيتا ، إما عن طريق الصدفة أو عن قصد.  وهذا غالبا ما يسبب بطء معدل ضربات القلب وانخفاض ضغط الدم .  و يمكن لبعض حاصرات بيتا أيضًا أن تسبب عدم انتظام ضربات القلب أو انخفاض نسبة السكر في الدم .  تظهر الأعراض عادة في أول ساعتين ولكن مع بعض أشكال الدواء قد لا تبدأ مفعولها إلا بعد مرور 20 ساعة.  قد يُطهر الشخص طبيًا إذا لم تظهر عليه أي أعراض بعد 6 ساعات من تناول مستحضر الإطلاق الفوري. 
تشمل حاصرات بيتا ميتوبرولول ، بيسوبرولول ، كارفيديلول ، بروبرانولول ، والسوتالول .  قد تتضمن تغييرات تخطيط كهربية القلب (ECG) في PR الطويلة وQRS الواسعة .  كما أن قياس مستويات حاصرات بيتا في الدم لن يفيد أيضا.  تشمل الحالات الأخرى التي قد تظهر بشكل مشابه التسمم بمُحصِرات قنوات الكالسيوم ، و متلازمة الشريان التاجي الحادة ، وفرط بوتاسيوم الدم . 
قد يشمل العلاج بذل جهود لتقليل امتصاص الدواء بما في ذلك: تناول الفحم المنشط عن طريق الفم إذا تم اُعطي بعد وقت قصير من الابتلاع أو ري القولون بالكامل إذا تم تناول تركيبة ممتدة المفعول .  لا ينصح بجهود لإحداث القيء بالمرة.  أما الأدوية المستخدمة لعلاج التأثيرات السامة فتتضمن: السوائل الوريدية ، بيكربونات الصوديوم ، الجلوكاجون ، جرعة عالية من الأنسولين ، مثبطات الأوعية الدموية، ومستحلب الدهون .  قد تكون الأكشجة الغشائية خارج الجسم والإيقاع الكهربائي الأساسي من الخيارات الأخرى المستحبة أيضًا.  بالإضافة إلى ذلك ، قد تكون بعض حاصرات بيتا قابلة للإزالة عن طريق غسيل الكلى . 
التسمم بحاصرات بيتا غير شائع نسبيا. لكنها، جنبا إلى جنب مع حاصرات قنوات الكالسيوم وحاصرات بيتا الديجوكسينة قد تكون واحدة من أعلى معدلات الوفاة في تناول الجرعة الزائدة للأدوية.  تجدر الإشارة إلى أن هذه الأدوية أصبحت متاحة لأول مرة في الستينيات والسبعينيات.  